# Costantinopoli

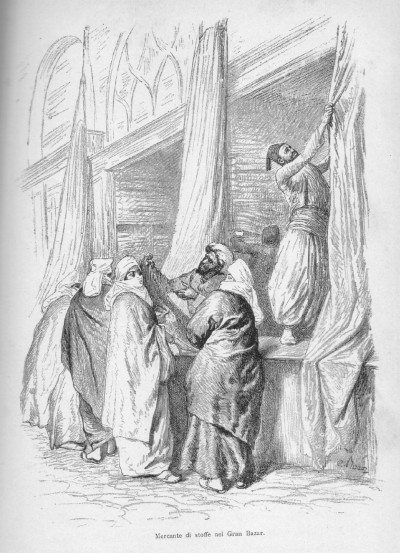
Der Große Basar von Istanbul in einer Zeichnung von Cesare Biseo

Costantinopoli (Konstantinopel) ist ein Reisebericht des italienischen Schriftstellers Edmondo De Amicis (1846–1908), der erstmals 1877–78 als Buch veröffentlicht wurde.

## Autor und Werk
Die Vita des Autors wurde mit den wenigen Sätzen umrissen, dass er „einer der populärsten italienischen Autoren des späten 19. Jahrhunderts [war, der] seine Karriere als Artillerieoffizier begann, Redakteur der offiziellen Militärzeitschrift wurde und mit seinem ersten Buch, La vita militare (1868), einen solchen Erfolg hatte, dass er seinen Dienst quittierte, um hauptberuflich Journalist und Schriftsteller zu werden“. Er schrieb Reiseberichte über seine Reisen in Spanien (1873) und Marokko (1876), aber sein populärstes Werk war Costantinopoli, das auf seinem kurzen Aufenthalt in der Metropole als Korrespondent im Jahr 1874 basierte und später in Mailand veröffentlicht wurde.
De Amicis erkundete die osmanische Hauptstadt in Begleitung seines Freundes, des Malers Enrico Junck (1849–1878), der die Skizzen für die geplante illustrierte Ausgabe anfertigen sollte (die später, aufgrund seines frühen Todes, 1882 von dem Orientmaler Cesare Biseo Cesare Biseo realisiert wurde), dies geschah im Gefolge der vorangegangenen Literatur, insbesondere des Meisterwerks Constantinople (1852) von Théophile Gautier.

## Widmung
Auf der Widmungsseite vorangestellt ist dem Werk ein spanisches Zitat von Luis de Guevara, das möglicherweise widerspiegelt, dass sich der Autor selbst des Wandels bewusst geworden ist, der sich in ihm abgespielt hat:

«Amigos, es éste mi último libro de viaje; desde adelante no escucharé más que las inspiraciones del corazón.»

„Freunde, dies ist mein letztes Reisebuch; von nun an werde ich nur noch auf die Eingebungen meines Herzens hören.“

## Kapitel
Die einzelnen Kapitel des Werkes sind (mit ergänzter deutscher Übersetzung):
1. L’arrivo – Die Ankunft
2. Cinque ore dopo – Fünf Stunden später
3. Il ponte – Die Brücke
4. Stambul – Stambul
5. Lungo il Corno d’oro – Am Goldenen Horn
6. Gran Bazar – Großer Basar
7. La vita a Costantinopoli –  Das Leben in Konstantinopel
8. Santa Sofia – Die Hagia Sophia
9. Dolma Bagcè – Dolmabahçe
10. Le Turche – Die türkischen Frauen
11. Yanghen Var – Yangın var (türkisch: Es brennt!)
12. Le mura – Die Mauern
13. L’antico Serraglio – Das alte Serail
14. Gli ultimi giorni – Die letzten Tage
15. I Turchi – Die Türken
16. Il Bosforo. – Der Bosporus.

## Zitat
Das erste Kapitel (Die Ankunft) seines Reiseberichtes beginnt mit den folgenden Worten:

“L’emozione che provai entrando in Costantinopoli mi fece quasi dimenticare tutto quello che vidi in dieci giorni di navigazione dallo stretto di Messina all’imboccatura del Bosforo. Il mar Jonio azzurro e immobile come un lago, i monti lontani della Morea tinti di rosa dai primi raggi del sole, l’Arcipelago dorato dal tramonto, le rovine d’Atene, il golfo di Salonico, Lemno; Tenedo, i Dardanelli, e molti personaggi e casi che mi divertirono durante il viaggio, si sbiadirono per modo nella mia mente, dopo visto il Corno d’oro, che se ora li volessi descrivere, dovrei lavorare più d’immaginazione che di memoria. Perche la.prima pagina del mio libro m’esca viva e calda dall’anima, debbo cominciare dall’ ultima notte del viaggio, in mezzo al mare di Marmara, nel punto che il capitano del bastimento s’avvicinò a me e al mio amico Yunk, e mettendoci le mani sulle spalle, disse col suo schietto accento palermitano: — Signori! Domattina all’alba vedremo i primi minareti di Stambul.”

„Die Aufregung, die ich bei der Ankunft in Konstantinopel empfand, ließ mich fast alles vergessen, was ich in zehn Tagen Fahrt von der Straße von Messina bis zur Mündung des Bosporus gesehen habe. Das Ionische Meer, so blau und unbeweglich wie ein See, die fernen Berge der Morea, die von den ersten Sonnenstrahlen rosa gefärbt wurden, der vom Sonnenuntergang vergoldete Archipel, die Ruinen von Athen, der Golf von Thessaloniki, Limnos, Tenedos, die Dardanellen und viele Personen und Ereignisse, die mich während der Reise amüsiert hatten, verblassten in meinem Gedächtnis so sehr, nachdem ich das Goldene Horn gesehen hatte, dass ich, wenn ich sie jetzt beschreiben wollte, mehr mit meiner Phantasie als mit meinem Gedächtnis arbeiten müsste. Damit die erste Seite meines Buches lebendig und warm aus meiner Seele kommt, muss ich mit der letzten Nacht der Reise beginnen, mitten auf dem Marmarameer, an dem Punkt, an dem der Kapitän des Schiffes mich und meinen Freund Junck ansprach, er legte uns die Hände auf die Schultern und sagte in seinem unverfälschten palermitanischen Akzent: Meine Herren! Morgen in der Morgendämmerung werden wir die ersten Minarette von Stambul sehen.“

## Rezeption
Das Werk war ein sofortiger Erfolg und wurde in viele Sprachen (und später auch ins Türkische) übersetzt, erhielt aber auch heftige Kritik, wie die von Remigio Zena in seinem Logbuch In Yacht da Genova a Costantinopoli (Mit der Yacht von Genua nach Konstantinopel) (1887).
In seinem Buch Istanbul – Erinnerung an eine Stadt bezeichnete Orhan Pamuk das Buch Costantinopoli von Edmondo de Amicis als das beste, das im 19. Jahrhundert über Istanbul geschrieben wurde, gefolgt von Constantinople des Schriftstellers Théophile Gautier.
Im Jahr 2005 wurde das Buch in einer gekürzten Fassung mit einer Einführung von Umberto Eco unter dem Titel Istanbul Una e Trina neu aufgelegt und 2007 von Einaudi neu aufgelegt.